# Phaeodothis
Phaeodothis är ett släkte av svampar. Enligt Catalogue of Life ingår Phaeodothis i familjen Montagnulaceae, ordningen Pleosporales, klassen Dothideomycetes, divisionen sporsäcksvampar och riket svampar, men enligt Dyntaxa är tillhörigheten istället familjen Didymosphaeriaceae, ordningen Pleosporales, klassen Dothideomycetes, divisionen sporsäcksvampar och riket svampar.
|             | Microsphaeropsis                                                                |
|             |                                                                                 |
|             | Winterella                                                                      |
|             |                                                                                 |
| Phaeodothis | \| \| Phaeodothis tricuspidis \| \| \| \| \| \| Phaeodothis winteri \| \| \| \| |
|             | \| \| Phaeodothis tricuspidis \| \| \| \| \| \| Phaeodothis winteri \| \| \| \| |
|             | Montagnula                                                                      |
|             |                                                                                 |
|             | Kalmusia                                                                        |
|             |                                                                                 |
|             | Bimuria                                                                         |
|             |                                                                                 |
|             | Paraphaeosphaeria                                                               |
|             |                                                                                 |
|             | Paraconiothyrium                                                                |
|             |                                                                                 |
|             | Phaeodothis tricuspidis                                                         |
|             |                                                                                 |
|             | Phaeodothis winteri                                                             |
|             |                                                                                 |

|  | Phaeodothis tricuspidis |
|  |                         |
|  | Phaeodothis winteri     |
|  |                         |